# Fiat Veicoli Industriali
La Fiat Veicoli Industriali era la divisione veicoli pesanti del gruppo FIAT S.p.A. prima della creazione dell'Iveco il 1º gennaio 1975.

## La storia
La Fabbrica Italiana Automobili Torino è stata costituita l'11 luglio 1899 a Torino con oggetto sociale di fabbricare e commercializzare ogni tipo di veicolo a motore. Per capire bene la situazione dell'epoca, occorre precisare che i costruttori non vendevano prodotti finiti, da mettere direttamente su strada come oggigiorno, ma vendevano solo telai che dovevano essere carrozzati presso uno specialista.

### Dal 1903 al 1918
Il primo "autocarro" telaio fabbricato dalla F.I.A.T. risale al 1903, ed è il Fiat 24 HP. Munito di un motore biblocco 4 cilindri (due gruppi di 2) di 6370 cm³ da 24 HP, accensione con magnete bassa tensione, era dotato di un gran faro ad acetilene. Con una tara di 20 qli per un peso totale di 40 qli; una lunghezza di 5,25 m, questo veicolo aveva due particolarità:
- il cambio 4 marce e retromarcia, era fissato al centro della struttura, sotto il telaio, collegato al motore con un albero di trasmissione,
- il motore era posto a sbalzo sull'asse anteriore, sotto il posto di guida.

Questa configurazione rivoluzionaria lasciava prevedere le produzioni contemporanee, con un secolo in anticipo.
I carrozzieri dell'epoca hanno realizzato su questa struttura e su ordine dei clienti delle versioni di vario tipo, autocarro ed autobus. Essendo la qualità di fabbricazione molto elevata, il successo fu immediato. Nel 1908 dalla fabbrica torinese usciranno un centinaio di veicoli, nel 1914 1500 unità e con il primo conflitto mondiale imminente la domanda andava crescendo per arrivare a più di 17.000 pezzi nel 1917.
La F.I.A.T. era già uno dei più importanti produttori di veicoli industriali e militari dell'epoca. Nel 1907, non intende lasciare passare l'opportunità di fabbricare autobus a due piani e, partecipando alle gare d'appalto di grandi società di trasporto pubblico, presenta 2 modelli, un tipo leggero con una capacità di 16 viaggiatori seduti, il Fiat 18/24 HP, ed un modello di gran lusso per 36 passeggeri seduti, il Fiat 24/48 HP. Questi veicoli potevano raggiungere la velocità incredibile per i tempi di 39 km/h

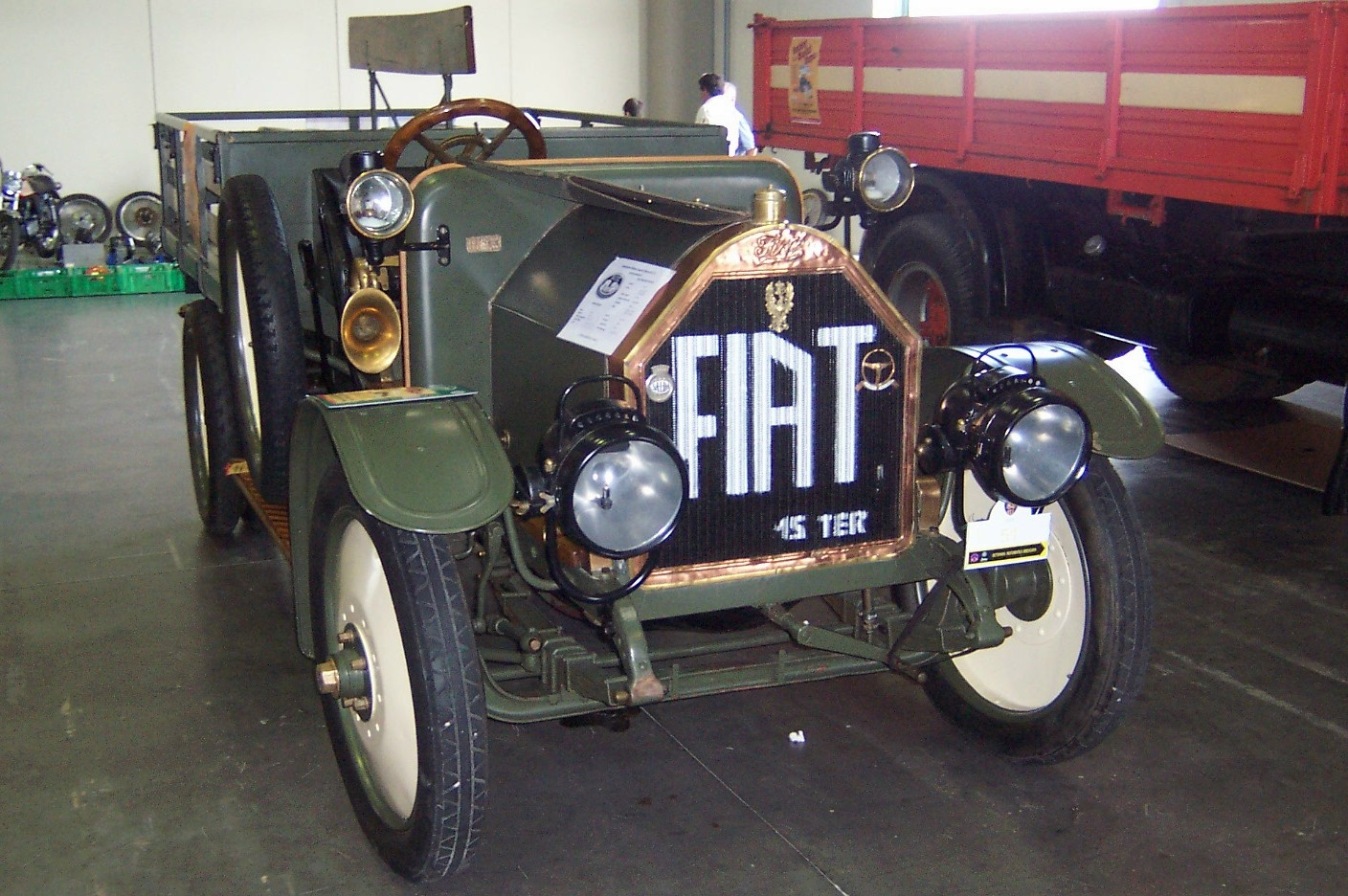
Un Fiat 15 ter

Nel 1908, la Fiat continua a disporre nuovi motori per automezzi pesanti, il 35/45 HP, 6 cilindri in due blocchi di 3. I veicoli di quest'epoca disponevano di trasmissioni a catena. Ma la Fiat aveva già trovato un'applicazione industriale all'invenzione del matematico milanese Gerolamo Cardano (1501-1576), che ha descritto il giunto articolato intitolato a suo nome in un trattato intitolato De subtilitate rerum del 1550. In linguaggio Fiat questo tipo di giunto è chiamato giunto omocinetico. L'azienda lo utilizzava già nelle automobili e dal 1910 lo impiegò anche sui camion, cosa che porterà ad un abbandono prematuro delle catene.
Nel 1909, la Fiat studia, su ordinazione dell'esercito del Re d'Italia, un nuovo autocarro polifunzionale, trasporto di truppe e di materiale, e presenta il famoso Fiat 15 che vide per la prima volta la pompa a benzina su questo tipo di veicolo in sostituzione di un'alimentazione per gravità. Questo tipo 15 conoscerà un successo enorme e sarà declinato in versione 15 bis, chiamato tipo Libia, e 15 ter dotato di un motore più potente. Gli faranno seguito il Fiat 18BL, robusto camion di 6t, con un motore di 38/40 hp moderno a 4 cilindri monoblocco, ma ancora dotato di catene sotto carter e di gomme piene, giudicate più sicure dallo Stato Maggiore dell'Esercito. Il Fiat 18BL sarà fabbricato in 20.000 esemplari, cifra enorme per l'epoca, e sarà in dotazione presso molti eserciti durante la grande guerra del 1914/18.
Nel 1911, la Fiat lancia un nuovo veicolo molto innovativo, il Fiat F2. Autocarro leggero di 1,78 t di peso per una portata di 1,0 t, possiede un ponte posteriore senza catene, un nuovo motore monoblocco 4 cilindri di 15/20 HP, un'accensione con magnete ad alta tensione e ruote con pneumatici. Questo modello rivoluzionario fu commercializzato per una decina d'anni in molti paesi.
Nel 1915, Gianni Agnelli, fondatore della Fiat, crea la S.I.T.A. - Società Italiana di Trasporti Automobili - la prima impresa al mondo nel suo tipo, che garantisce il trasporto delle persone e delle merci.

### Dal 1918 al 1945
Nel 1918, F.I.A.T. semplifica la sua denominazione, che prima doveva essere scritta in lettere maiuscole con un punto tra ogni lettera, con la semplice denominazione Fiat S.p.A.

#### Anni venti

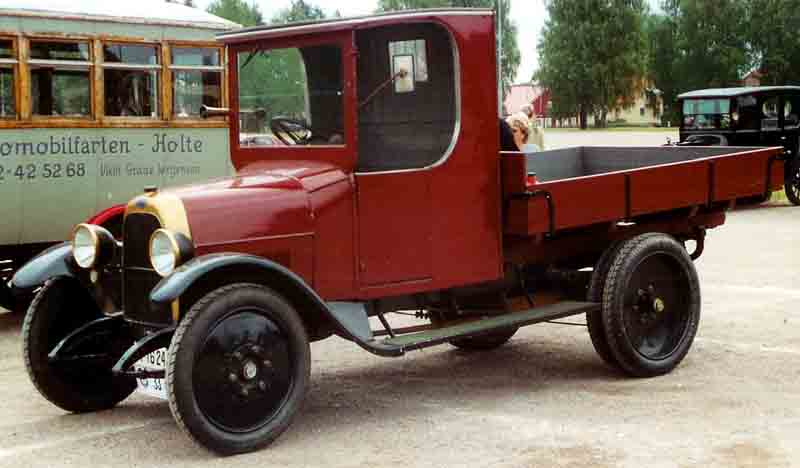
Autocarro Fiat 505 del 1924

Nel 1925, la Fiat sviluppa la prima spazzatrice su autocarro, la Fiat 603. È nel 1929 che la Fiat decide di separare la fabbricazione e la commercializzazione degli autocarri da quella delle automobili commerciali e camionette - i veicoli derivati che corrispondono agli LCV odierni col marchio Fiat Professional - creando il consorzio Fiat Veicoli Industriali che raggruppa le produzioni di Fiat, S.P.A. (Società Piemontese Automobili) e Ceirano; questo consorzio diventerà in seguito una divisione V.I. del gruppo FIAT S.p.A..
Nello stesso tempo, la Fiat crea una vera rete commerciale e d'assistenza. La Fiat dispone allora di una gamma completa di prodotti per rispondere a tutte le richieste dei mercati mondiali, che vanno dalla Fiat 509 con 300 kg di portata al grande SPA 31 con i suoi 3000 kg passando dal Fiat 605 del 1926 con il famoso motore benzina 6 cilindri di 3446 cm³.

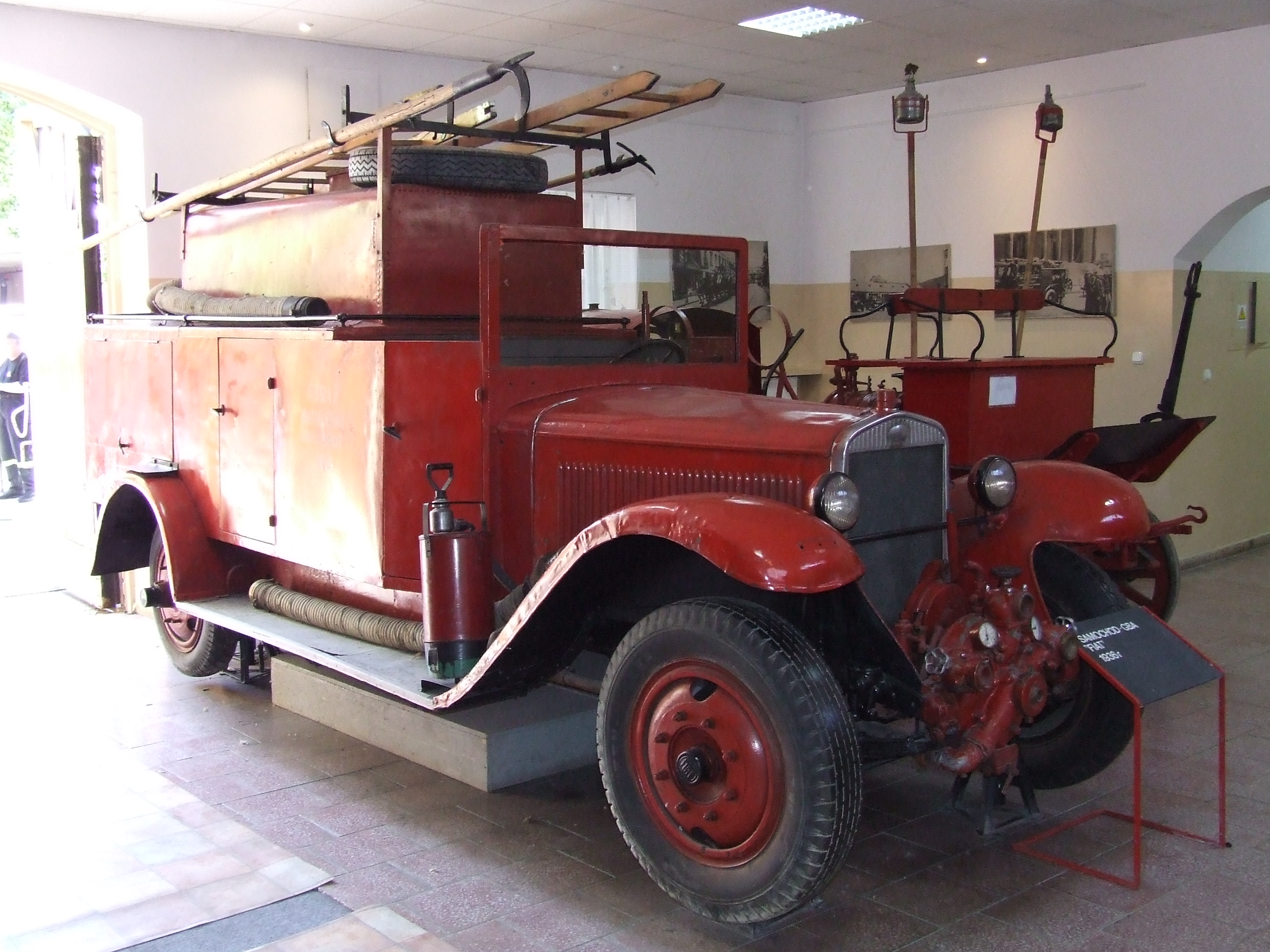
Fiat 621 polacco con allestimento antincendio

Nel 1929, appare un nuovo autocarro di portata media di 2,5 t - il Fiat 621. Quest'autocarro conoscerà un successo mai uguagliato. Infatti, sarà fabbricato non soltanto in Italia, ma anche in Polonia e Russia in quasi 50.000 esemplari in varie versioni fra cui una elettrica ed a gasogeno, dotato di un motore Fiat benzina 6 cilindri di 2516 cm³ e 44 CV con valvole laterali. Il Fiat 621 sarà il primo autocarro venduto con una cabina chiusa. Poco dopo appare il Fiat 621P, il primo autocarro a 3 assi con una portata di 3500 kg. Molte altre versioni seguirono fino al 1939. Sarà il primo autocarro ad essere regolarmente importato in Francia.
Caratteristiche tecniche del Fiat 621 del 1929:
- Motore Fiat 122A 6 cilindri diesel di 2516 cm³ - 44 CV - velocità max: 56 km/h
- PTC: 4,8 t - peso a vuoto: 2,96 t - autonomia: 400 km su strada, 340 km in fuoristrada

#### Anni trenta
Dal 1906, la Fiat studiava la motorizzazione diesel, in collaborazione con l'ingegnere tedesco Rudolf Diesel. Per quanto ci fossero stati utilizzi di questo motore sia in campo navale che aeronautico che ferroviario bisognerà aspettare il 1931 per vedere il primo autocarro con un motore diesel, il Fiat 632N (N che vuole dire Nafta, questo segno rimarrà su tutti gli autocarri Fiat della serie 600, fino al 1975). Camion molto bello (che ispirerà d'altronde Marius Berliet) con un motore diesel 4 cilindri ad iniezione diretta di 5570 cm³ a valvole in testa da 60  CV a soli 1800 giri/mn.
Il primo camion pesante, un vero gigante della strada, sarà, nel 1931, il Fiat 634N, dotato di un motore 6 cilindri di 8355 cm³ e 80  CV a 1700 g/min. Questo autocarro diventerà uno standard sulle strade dei paesi europei poiché è il primo ad offrire:
- ruote tipo artiglieria,
- una distribuzione elettrica a 24 volt,
- un lettino per l'autista per i lunghi percorsi.

Solo 7 anni più tardi Louis Renault offrirà la stessa comodità sul suo nuovo autocarro 3 assi, l'AFKD.
Il Fiat 618C è in realtà la versione coloniale dell'autocarro civile 618 del 1934. Fu prodotto a partire dal 1935 per le forze armate italiane in previsione della campagna dell'Africa Orientale. 1358 esemplari del Fiat 618C furono utilizzate sul solo fronte nord, e molti altri in Somalia. Un problema di surriscaldamento del motore portò la Fiat ad effettuare alcune modifiche. In occasione degli esercizi effettuati nel maggio 1938 in Libia, il 618C fu giudicato poco adeguato per un'utilizzazione coloniale, a causa dei rapporti di trasmissione lunghi e di una velocità eccessiva. L'autocarro tuttavia fu implicato nella guerra civile di Spagna con più di 1700 esemplari. La sua produzione cessò nel 1937 e fu sostituito dal CL39. Rimane un solo esemplare del 618C, conservato al Museo Storico della Motorizzazione Militare Italiana.
Nel 1937, l'Italia impone nuove norme che fissano le caratteristiche dimensionali di ogni categoria specifica per i veicoli di trasporto. Per i veicoli industriali, esisteranno 3 categorie, il tonnellaggio leggero, medio ed i pesanti.
Per la Fiat, la prima categoria è molto fornita, tra i veicoli derivati dalle macchine ed i piccoli autocarri: 614 - 618 - 508 - 500 Topolino Belvedere - 508C (che sarà costruita in Francia come Simca 1100). La seconda categoria viene coperta con i nuovi Fiat 621, ma, per i pesanti, il sistema della cabina a musone diventa sfavorevole.
Nel 1939 la Fiat presenta un nuovo concetto per i suoi autocarri, la cabina avanzata, riprendendo l'idea del primo Fiat 24HP del 1903. Quest'innovazione mondiale farà storia ed al giorno d'oggi ci si stupisce quasi di incrociare ancora alcuni rari autocarri a musone, come gli autocarri americani. Questi nuovi automezzi pesanti saranno i padroni della strada, il medio Fiat 626N ed il pesante Fiat 666N. I Fiat 626 e 626N furono gli autocarri più diffusi tra quelli a cabina unificata, costruiti dal 1939 e ancora in produzione nel dopoguerra.
Una versione militare con motore a benzina, il Fiat 626BLM, fu sviluppata, e dimostrò qualità eccellenti, in particolare grazie alla grande flessibilità del suo motore a carburatore. La versione ambulanza del 626N fu particolarmente diffusa nell'ambito delle unità sanitarie del Regio Esercito.
Caratteristiche tecniche: Motore Fiat 326 - 6 cilindri diesel di 5750 cm³ - 70 CV a 2200 g/mn - velocità max: 63 km/h PTC: 7.6 t - peso a vuoto: 3,16 t.
Questo veicolo fu anche utilizzato da altri eserciti: la Francia ne aveva ordinati 1650 prima della guerra, ma solo 700 furono consegnati. Durante l'occupazione tedesca, un impulso fu dato allo sviluppo del Fiat 626GL a gasogeno. Una serie, battezzata Fiat 628N con carrozzeria Einheit fu costruita specialmente per la Wehrmacht: 3323 esemplari furono consegnati ai tedeschi nel 1944, e 23 nel gennaio 1945.
I Fiat 666 e 666N appaiono nel 1940. Erano la versione pesante del Fiat 626N. La versione a benzina, 666BM, non entrò mai in produzione. La versione del Fiat 666 a 4 ruote motrici, 665NM, utilizzava numerosi componenti comuni con i 666, per evidenti ragioni di costi e facilità nel reperire i ricambi. Nel 1944, durante l'occupazione tedesca, 79 Fiat 666N e 2 Fiat 665N furono consegnati alla Wehrmacht.
Caratteristiche tecniche: Motore Fiat 366 - 6 cilindri diesel di 9365 cm³ - 105 CV al 2000 tr/mn - velocità max: 50 km/h PTAR: 22,2 t - peso a vuoto: 6,0 t - autonomia: 390 km su strada, 350 km in qualsiasi terreno.
I Fiat 626N e 666N ebbero un successo commerciale enorme. Non è sbagliato affermare, come hanno detto gli specialisti dell'epoca, che erano senza concorrenza. Declinati in tutte le versioni possibili, 4x2, 4x4, 6x2, 6x4, telai per autobus, questi modelli imporranno il servofreno pneumatico a tutti i loro futuri concorrenti; dotati di motori robusti, affidabili e parchi, i famosi 6 cilindri di 5750 cm³ e 9365 cm³.

#### Seconda guerra mondiale
La seconda guerra mondiale scoppia nel 1939 e la Fiat V.I., come tutti i produttori dei paesi in guerra, militarizza le sue produzioni. È la filiale SPA che fabbrica tutta la gamma pesante e le produzioni militari. Il veicolo più tipico di questo periodo è senza alcun dubbio il Fiat 727, vero half-track di fanteria dalla linea impressionante con le sue ruote anteriori enormi ed il suo assale posteriore cingolato. Durante il 1942, la Fiat commercializzerà il primo veicolo elettrico, l'autocarro leggero Fiat 621E che avrà anche una versione a gasogeno. La Fiat offrirà una versione anche a gas naturale, il Fiat 634G.
Durante i primi anni del secondo conflitto mondiale, la produzione nelle fabbriche Fiat e S.P.A. è cresciuta molto. Ma il 21 novembre 1942, la fabbrica Fiat SPA è bombardata e quasi distrutta. Nel 1943, tocca a Mirafiori ad essere quasi distrutta. Alla Fiat restavano le sole fabbriche situate nella città di Torino, come il Lingotto che tutto sommato sarà poco danneggiato in occasione del bombardamento di marzo 1944. Nel giugno 1944, i bombardamenti toccano di nuovo la fabbrica di Mirafiori, che era stata appena ricostruita. Bisognerà aspettare il 1950 perché Vittorio Valletta, diventato Presidente ed Amministratore delegato del gruppo Fiat S.p.A., dichiari che "la Fiat è ricostruita".

### Dal 1945 al 1974

Camion Fiat 642N bisarca del 1959

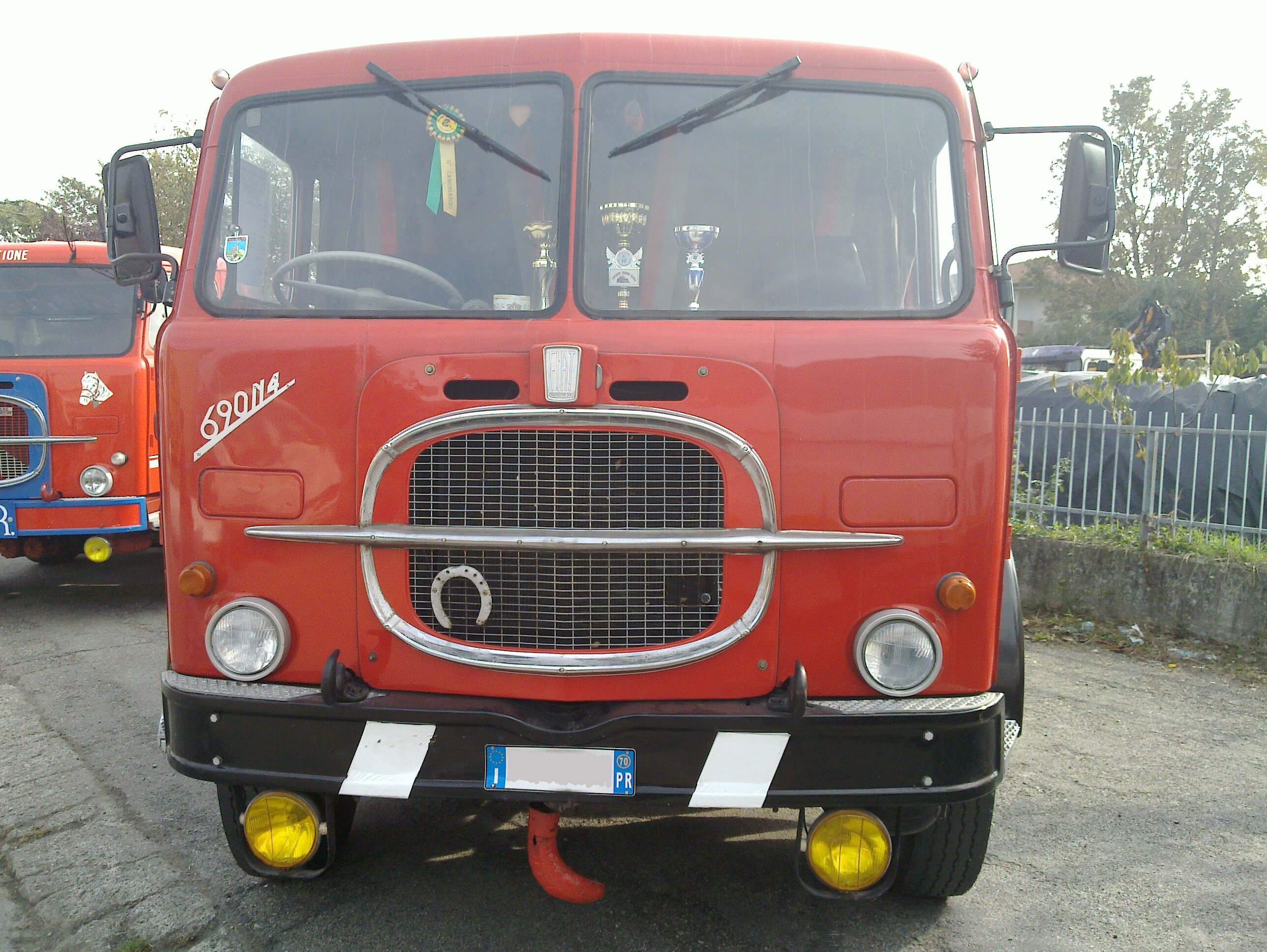
Autocarro 690 N4 del 1970

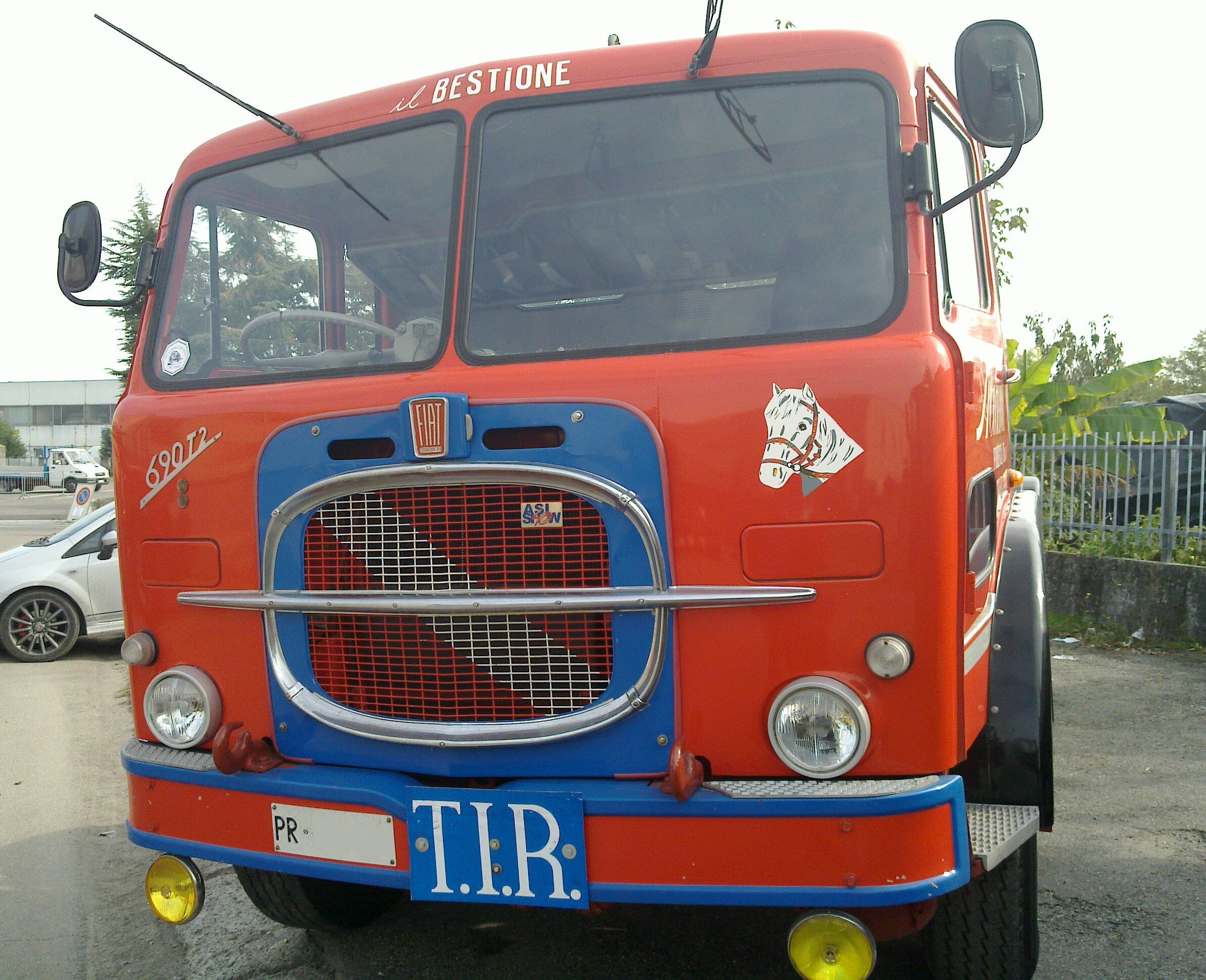
Autocarro 690 T2

Malgrado la grave crisi finanziaria e morale che seguì la fine della guerra, la Fiat aveva conservato attivi i suoi uffici studi ed aveva messo a punto un piano di rilancio con nuovi modelli di automobili, autocarri, trattori agricoli, macchine di lavori pubblici, treni, aerei ed autobus. Più che mai lo slogan "terra mare cielo" si confermava.
A partire dal 1949 nascono i nuovi modelli medi e pesanti con cabina avanzata (detta unificata):
- i medi Fiat 639N e 640N dotati del motore Fiat 364 - 6 cilindri di 6032 cm³ e 72  CV a 2200 g/mn;
- i pesanti Fiat 670N e 680N, dotati del motore Fiat 368 - 6 cilindri di 10.170 cm³ a 1800 g/mn.

Il nuovo piccolo Fiat 615N conserva invece la cabina semi-arretrata.
Nel 1952 l'Italia adotta un nuovo codice della strada ed impone nuove prescrizioni. È così che appare un nuovo modello che sarà l'autocarro più apprezzato del mondo, il Fiat 682N, chiamato il re dell'Africa.
In questo panorama generale non bisogna dimenticare i modelli a 3 o 4 assi, disponibili come autocarro o trattore stradale:
- Fiat 690N
- Fiat 691N

Pochi autisti di quell'epoca sanno che all'estero i mezzi pesanti non superavano i 320 q di PTT, e disponevano di motori poco potenti, raramente più di 140  CV.
All'epoca erano rari gli autocarri che, come i Fiat, gli OM o i Lancia, scalavano i valichi per transitare in Italia.
Nella stessa serie, la Fiat presentò il primo vero camion da cantiere, il 693.
La serie 600 degli anni sessanta si guadagnerà, da parte dei suoi utenti, la fama di essere indistruttibile. Non è raro vederne ancora sulle strade italiane ma soprattutto in Africa ed in Asia, in condizioni spesso precarie, ma sempre in servizio per utilizzi sovente impegnativi.
Dal 1975 la produzione confluisce nella neonata IVECO.

## Le grandi date della storia della Fiat V.I.
- 1899 – creazione della F.I.A.T.
- 1903 - primo veicolo industriale: il Fiat 24 HP,
- 1925 - la Fiat acquista il produttore S.P.A (Società Piemontese Automobili) alla Fam. Ansaldi
- 1929 - creazione del consorzio Fiat V.I. (Fiat Veicoli Industriali) che comprende la Fiat (settore veicoli commerciali) che controlla S.P.A. e Ceirano. (Scat-Ceirano).
- 1930 - la Fiat VI coordina la pianificazione dei suoi prodotti, fabbricazione di parti comuni e vendita per tutti i tipi. La gamma dei prodotti Fiat copre i veicoli di una portata di 300 kg fino ai camion pesanti di 10 tonnellate e gli autobus da 16 a 40 posti.
- 1931 - la Fiat prende una partecipazione in Ceirano ed integra Ceirano in S.P.A..
- 1933 - OM (Officine Meccaniche ex automobili Züst) è rilevata dalla Fiat e le fabbriche di Brescia e Suzzara sono integrate in Fiat Veicoli Industriali. La fabbricazione di automobili Om-Züst è abbandonata. OM si dedica agli autocarri civili e al materiale ferroviario.
- 1935 - la Fiat acquista il 100% di Ceirano e ne affida la direzione a OM. Gli impianti Ceirano iniziano la fabbricazione di autocarri S.P.A.
- 1937 - fusione delle unità OM Milano ed OM Brescia.
- 1947 - S.P.A. assicura la fabbricazione di tutti i veicoli pesanti della Fiat nella fabbrica di Stura.
- 1949 - la Fiat-SIMCA rileva il costruttore francese UNIC.
- 1952 - Creazione di DINA in Messico per la fabbricazione locale degli autocarri Fiat 682N e 682T
- 1956 - UNIC assorbe la filiale francese degli autocarri Saurer, famoso marchio di autocarri svizzeri.
- 1961 - 1o accordo di cooperazione con il carrozziere tunisino STIA per strutture d'autobus.
- 1967 - secondo accordo con la tunisina STIA per l'assemblaggio locale di autocarri Fiat V.I.
- 1966 - la Fiat V.I. assorbe la sua filiale francese UNIC.
- 1969 - la Fiat rileva la casa automobilistica Lancia e la divisione Lancia Veicoli Industriali passa sotto il controllo Fiat V.I. - Inizio della fabbricazione in Argentina dei modelli Fiat 619N - 619N3E, Fiat 697N e 697T con un PTC di 45 t.
- 1970 -  la società Lancia Veicoli Industriali viene chiusa cedendo il posto alla Lancia Veicoli Speciali, divisione della Fiat V.I. fino al 1975.
- 1973 - Alfa Romeo cede il 43% del capitale di FNM (Fàbrica Nacional de Motores), la sua filiale brasiliana di camion alla Fiat V.I.
- 1975 - creazione di IVECO e scomparsa lenta dei prodotti specifici di ogni marca.
- 1976 - Alfa Romeo è rilevata dalla FIAT e FNM diventa filiale al 100% di FIAT V.I.

Il seguito della storia si chiama Iveco.

## Lista dei modelli Fiat Veicoli Industriali

### I modelli fino al 1930
| Modello                         | Tipo                                  | Anni di produzione | Tipo motore            | Cilindrata | Potenza CV @ g/min | P.T.T. (q.li) | Portate utile (q.li) |
| ------------------------------- | ------------------------------------- | ------------------ | ---------------------- | ---------- | ------------------ | ------------- | -------------------- |
| 24 HP                           | Autotelaio                            | 1903 – 1905        | Fiat 24 HP             | 6.370      | 24 @ 800           | 60,0          | 40,0                 |
| 18/24 HP                        | Autotelaio                            | 1906 - 1910        | Fiat 18-24 HP          | 4.500      | 24 @ 1.400         | 35,0          | 20,5                 |
| 28/40 HP                        | Autotelaio                            | 1907 - 1910        | Fiat 28-40 HP          | 7.363      | 40 @1.200          | 65,0          | 40,0                 |
| Tipo 1F - 12/15 HP              | Furgoncino                            | 1911 - 1915        | Fiat 12-15 HP          | 1.847      | 15 @ 1.700         | 12,5          | 5,2                  |
| Tipo 1 F(A) - 12/15 HP          | Furgoncino                            | 1912 - 1915        | 51 A                   | 1.847      | 18 @ 1.700         | 15,0          | 8,5                  |
| 15/20 HP base "Brevetti Tipo 2" | Autotelaio                            | 1909 - 1910        | Fiat Brevetti 15/20 HP |            | 16 @ 1.600         |               | 12                   |
| Tipo 2F - 15/20 HP              | Autotelaio, Autobus                   | 1914 - 1921        | Fiat 52 A              | 2.813      | 20 @ 1.800         | 18,0          | 10,0                 |
| Tipo 2 F(A) - 15/25 hp          | Autotelaio, Autobus                   | 1915 - 1921        | Fiat 52 B              | 2.813      | 20 @ 1.800         | 18,2          | 10,5                 |
| Tipo 15 bis                     | Camion, Autotelaio Autobus, Ambulanza | 1911 - 1912        | Fiat 15-20 HP          | 3.052      | 20 @ 1.500         | 25,5          | 15,0                 |
| Tipo 15 TER                     | Camion, Autotelaio Autobus, Ambulanza | 1913 - 1922        | Fiat 53 A              | 4.398      | 40 @ 1.800         | 28,5          | 15,0                 |
| AMO-ZIL F-15                    | Fabb. licenza Fiat 15T in Russia      | 1924 - 1931        | AMO F15 - Fiat 53A     | 4.398      | 40 @ 1.800         |               |                      |
| Tipo 16                         | Camion, Autotelaio                    | 1911 - 1912        | Fiat 15-20 HP          | 6.842      | 45 @ 1.000         | 109,0         | 70,0                 |
| Tipo 17                         | Autotelaio                            | 1911 - 1913        | Fiat 63                | 3.222      | 25 @ 1.200         | 33,5          | 20,0                 |
| Tipo 17 A                       | Autotelaio,                           | 1912 - 1913        | Fiat 63                | 3.222      | 25 @ 1.200         | 33,5          | 20,0                 |
| Tipo 18                         | Autotelaio                            | 1911 - 1913        | Fiat 64                | 5.104      | 35 @ 1.200         | 50,0          | 30,0                 |
| Tipo 18 M                       | Autotelaio, Autobus                   | 1913 - 1914        | Fiat 64                | 5.104      | 35 @ 1.300         |               |                      |
| Tipo 18 BL                      | Autotelaio, Autobus                   | 1914 - 1921        | Fiat 64 CA             | 5.654      | 38 @ 1.300         | 73,0          | 35,0                 |
| Tipo 18 BLR                     | Autotelaio                            | 1914 - 1921        | Fiat 64 DA             | 6.230      | 40 @ 1.300         | 80,5          | 40,5                 |
| Tipo 18 BC                      | Autotelaio                            | 1915 - 1919        | Fiat 64 BA             |            |                    |               |                      |
| Tipo 18 P                       | Autotelaio                            | 1915 - 1920        | Fiat 53 A              |            | 40                 |               |                      |
| Tipo 19                         | Autotelaio                            | 1911 - 1912        | Fiat 64                |            | 35                 | 91,0          |                      |
| Tipo 30                         | Autotelaio                            | 1915 - 1915        | Fiat 67                | 10.618     | 60 @ 1.000         | 120,0         | 55,0                 |
| Tipo 20 B                       | Autotelaio                            | 1915 - 1920        | Fiat 67                | 10.618     | 65 @ 1.200         | 100,0         | 40,0                 |
| 502 F                           | Furgone, Autotelaio                   | 1923 - 1926        | Fiat 101               | 1.460      | 23 @ 2.600         | 18,0          | 8,0                  |
| 503 F                           | Furgone, Autotelaio                   | 1926 - 1928        | Fiat 101A              | 1.460      | 27 @ 3.000         | 18,0          | 8,5                  |
| 505 F                           | Furgone, Autotelaio                   | 1923 - 1926        | Fiat 105               | 2.296      | 33 @ 2.500         | 31,0          | 12,0                 |
| 507 F                           | Furgone, Autotelaio                   | 1927 - 1928        | Fiat 107               | 2.296      | 35 @ 2.600         | 30,5          | 12,0                 |
| 507 FA                          | Autotelaio                            | 1928 - 1929        | Fiat 107               | 2.296      | 35 @ 2.600         | 31,0          | 15,0                 |
| 603 / 603 F                     | Camion, Autotelaio, Autobus           | 1925 - 1929        | Fiat 107               | 2.296      | 35 @ 2.600         | 43,5          | 20,0                 |
| 603 S                           | Autobus                               | 1925 - 1926        | Fiat 112               | 3.446      | 46 @ 2.400         |               | 23 posti             |
| 605                             | Camion, Autotelaio                    | 1926 - 1929        | Fiat 112               | 3.446      | 46 @ 2.400         | 46,0          | 27,5                 |
| 605 S                           | Autobus                               | 1927 - 1929        | Fiat 125               | 3.739      | 69 @ 3.200         |               | 27 posti             |

### I modelli tra il 1930 e il 1945
| Modello         | Tipo                                                 | Anni di produzione | Tipo motore | Potenza | P.T.T. (in tonn) |
| --------------- | ---------------------------------------------------- | ------------------ | ----------- | ------- | ---------------- |
| 611 C           | Camion militare                                      | 1930 - xx          | 122B        | 46      | 6,1              |
| 614             | Piccolo camion su base 514 - Autotelaio              | 1930 - 1934        | 114         | 28      | 1,0              |
| 618             | Rimpiazza il 614, Autotelaio                         | 1934 - 1937        | 118         | 38      | 1,25             |
| 618             | Variante motore                                      | 1934 - 1937        | 118 A       | 43      | 1,25             |
| 618 - M/C       | Militare / Coloniale                                 | 1934 - 1937        | 118 A       | 43      | 1,34             |
| 621             | Camion, Autotelaio                                   | 1929 - 1931        | 121         | 45      | 1,7              |
| 621 L           | Camion, Autotelaio                                   | 1930 - 1935        | 122 A       | 45      | 2,3              |
| 621 P (6x2)     | Camion, Autotelaio - 3 assi                          | 1930 - 1934        | 122 A       | 45      | 3,5              |
| 621N & PN (6x2) | primo camion Fiat con motore diesel                  | 1929 - 1931        | 324         |         |                  |
| 621N            | Camion, Autotelaio                                   | 1934 - 1939        | 324         | 53      | 2,64             |
| 621 PN (6x2)    | Camion, Autotelaio                                   | 1934 - 1939        | 324         | 53      | 3,64             |
| 621 E           | Motore elettrico                                     | 1938 - 1939        |             |         |                  |
| 621 RG          | Gassogeno                                            | 1938 - 1939        |             |         |                  |
| 632 N           | primo mezzo pesante Fiat, Autotelaio                 | 1931 - 1932        | 350         | 55      | 4,0              |
| 632 RN          | Camion, Autotelaio                                   | 1933 - 1933        | 350 C       | 60      | 3,5              |
| 632 N           | Camion, Autotelaio                                   | 1933 - 1934        | 350 C       | 60      | 5,0              |
| 633 N           | Camion, Autotelaio                                   | 1934 - 1936        | 351 C       | 60      | 5,1              |
| 633 NM          | versione militare                                    | 1935 - 1935        | 350 C       | 59      | 5,0              |
| 633 GM          | gassogeno                                            | 1935 - 1936        | 250 G       | 54      | 5,0              |
| 633 BM          | motore a benzina                                     | 1936 - 1938        | 250 M       | 80      | 5,14             |
| 634 N           | Camion, Autotelaio                                   | 1931 - 1932        | 355         | 75      | 6,14             |
| 634 N           | Camion, Autotelaio                                   | 1933 - 1939        | 355         | 80      | 7,64             |
| 634 G           | gassogeno                                            | 1934 - 1939        | 255 G       | 80      | 6,74             |
| 635 R           | Autocarro 30 pl Luxe / 35 normale - benzina          | 1931 - 1939        | Ceirano     |         |                  |
| 635 R           | Autobus interurbano                                  | 1932 - 1939        |             |         |                  |
| 635 RC          | Autobus interurbano                                  | 1938 - 1939        | 255         | 125     |                  |
| 635 RN          | Autobus interurbano - Motore diesel                  | 1936 - 1939        | 355         | 80      |                  |
| 635 RG          | Autobus interurbano - Gassogeno                      | 1938 - 1939        | 255 G       | 80      |                  |
| 626 N           | Motore diesel iniezione diretta - Camion, Autobus    | 1939 - 1940        | 326         | 70      | 6,7              |
| 626 N           | Coloniale                                            | 1939 - 1940        | 326         | 70      | 7,1              |
| 626 NL          | A partire dal 1945, anche trattore con semirimorchio | 1940 - 1948        | 326         | 70      | 7,6              |
| 626 NL          | Militare                                             | 1940 - 1945        | 326         | 56      | 7,1              |
| 626 BL          | Militare                                             | 1941 - 1945        | 226         | 70      | 7,1              |
| 626 RB          | Cassone lungo                                        | 1941 - 1942        | 226         | 75      | 7,1              |
| 665 NM          | Versione militare                                    | 1942 - 1944        | 366         | 110     | 12,4             |
| 666 N           | Camion, Autobus                                      | 1939 - 1946        | 366         | 100     | 12,2             |
| 666 NM-RA       | Camion, Autobus                                      | 1940 - 1945        | 366         | 105     | 12,0             |
| 666 NM-RE       | Camion, Autobus                                      | 1940 - 1945        | 366         | 95      | 12,0             |
| 666 N 7         | Motore diesel iniezione diretta, Camion, Autobus     | 1946 - 1948        | 366/45      | 113     | 13,4             |

### I veicoli leggeri dal 1945 al 1968
| Modello            | Tipo                                               | Anni di produzione | Tipo motore     | Potenza | P.T.T. (in tonn) |
| ------------------ | -------------------------------------------------- | ------------------ | --------------- | ------- | ---------------- |
| Fiat 615 Tipo 2102 | Camion leggero, Autotelaio cabina, Furgone         | 1951 - 1952        | 101 005 Benzina | 39      | 3,1              |
| 615 N              |                                                    | 1952 - 1956        | 305 010 Diesel  | 40      | 3,2              |
| 615 N              | Nuovo motore                                       | 1956 - 1960        | 305 B           | 43      | 3,2              |
| 615 N              | Furgone                                            | 1956 - 1960        | 305 B           | 43      | 3,3              |
| 615 N1             | Nuova versione                                     | 1960 - 1965        | 305 D           | 47      | 3,5              |
| 615 N1             | Furgone                                            | 1960 - 1965        | 305 D           | 47      | 3,5              |
| 616 N              | Nuovo modello                                      | 1965 - 1966        | 230 A           | 51      | 3,5              |
| 616 N1             | Nuova versione                                     | 1966 - 1968        | 230 A           | 51      | 3,5              |
| Zastava 615 B      | Fiat 615, motore da 1,9 l della Zastava Campagnola | 1956 - 1965        | 105 A           | 47      | 3.2              |
| 616                | Nuovo modello - cabina squadrata                   | 1968 - 1978        | 237 G           | 65      | 3,5              |
| 616 N2             | Motore diesel 3 cilindri                           | 1968 - 1971        | 803 A.          | 51      | 3,5              |
| 616 N2/4           | Motore 4 cilindri                                  | 1969 - 1971        | 804 A.          | 70      | 3,5              |
| 616 N3             | nuovo motore                                       | 1972 - 1978        | 8030            | 61,5    | 3,5              |
| 616 N3/4           |                                                    | 1972 - 1978        | 8040.02         | 81.5    | 3,5              |
| 616                | Portata utile superiore                            | 1972 - 1978        | 237 G           | 65      | 3,9              |
| 616 N3             |                                                    | 1972 - 1978        | 8030            | 61,5    | 3,9              |
| 616 N3/4           |                                                    | 1972 - 1978        | 8040. 02        | 81.5    | 3,9              |
| 616 N3 - L         | Versione 2,8 t                                     | 1972 - 1978        | 8030            | 61,5    | 2,8              |
| 616 N3/4 - L       |                                                    | 1972 - 1978        | 8040. 02        | 81.5    | 2,8              |
| 625 N              | Portata media, cabina con doppi fari               | 1965 - 1966        | 230             | 66      | 4,6              |
| 625 N              | Furgone                                            | 1965 - 1966        | 230             | 66      | 4,6              |
| 625 N1             | Nuova versione                                     | 1966 - 1967        | 230             | 66      | 4,6              |
| 625 N1             | Furgone                                            | 1966 - 1967        | 230             | 66      | 4,6              |
| 625 N2             | Nuovo motore                                       | 1967 - 1970        | 804 A.          | 70      | 4,7              |
| 625 N2             | Furgone                                            | 1967 - 1970        | 804 A.          | 70      | 4,7              |
| 625 N3             |                                                    | 1970 - 1972        | 8040. 02        | 81,5    | 4,9              |
| 40 / 35 N          | Successore dell'OM Orsetto                         | 1973 - 1980        | 8040.02         | 81      | 3,5              |
| 40 NC              | Successore dell'OM Cerbiatto                       | 1972 - 1975        | 8040.02         | 81      | 4,0              |
| Zastava 35 / 40    | Licenza Fiat/OM, camion e camion frigo             | 1973 - 1980        | 8040.02         | 81      | 3,5              |
| C 40 N             | Camion Autotelaio cabina di origine Unic           | 1958 - 1959        | 213             | 90      | 7,5              |
| C 50 N             | Camion Autotelaio cabina di origine Unic           | 1959 - 1960        | 213             | 90      | 8,7              |

### I camion Fiat - OM
Tutti i camion da meno di 10t di P.T.T. fino al 1972 sono dei prodotti OM (di proprietà Fiat dal 1933): erano commercializzati in Germania come Büssing-OM, in Svizzera come Saurer-OM, in Austria come Steyr-OM e in Francia come Unic-OM. Si tratta della "serie zoologica":
- Leoncino : 1950 - 1972
- Lupetto : 1959 - 1972
- Tigrotto : 1957 - 1972
- Cerbiatto : 1963 - 1972
- Orsetto : 1966 - 1972
- Daino	: 1967 - 1972

Dal 1972 le serie con nomi "zoologici" vennero sostituite dalle serie numeriche (Gamma X) da 50 a 100. Fabbricate nello stabilimento OM di Brescia con motori OM e Fiat, erano venduti sotto i marchi Fiat, OM e OM-Unic.
A partire dal 1975 venduti anche dalla Magirus, con motori Deutz, i tipi 50, 60, 75.
La serie esiste in versione cabina doppia e tripla.
Dal 1976 le cabine sono ribaltabili (Gamma Z). Venduti in Svizzera sotto il marchio Saurer-OM, tipi 110,130,150, e costruiti in Austria dalla Steyr-OM.
| Modello | Tipo                                 | Anni di produzione | Tipo motore | Potenza | P.T.T. (in tonn) |
| ------- | ------------------------------------ | ------------------ | ----------- | ------- | ---------------- |
| 50 N    | ex OM Lupetto 25                     | 1972 - 1974        | 8040.02     | 81,5    | 4,9              |
| 55 N    | ex OM Lupetto 27                     | 1973 - 1976        | 8040.02     | 81,5    | 5,6              |
| 65 N    | ex OM Leoncino 30 - Versione < 6 t   | 1973 - 1976        | CO 3 /41    | 90      | 6,0              |
| 65 N    | ex OM Leoncino 35                    | 1973 - 1976        | CO 3 /41    | 90      | 6,5              |
| 70 N    | ex OM Daino 40                       | 1973 - 1976        | CO 3 /41    | 90      | 7,0              |
| 75 N    | ex OM Daino 45                       | 1973 - 1976        | CO 3 /41    | 90      | 7,5              |
| 80 N    | ex OM Tigrotto 50 - Versione < 7,5 t | 1972 - 1976        | 8060.02     | 122     | 7,5              |
| 80 N    | ex OM Tigrotto 50 - ed ex Fiat 645   | 1972 - 1976        | 8060.02     | 122     | 8,2              |
| 90 N    | ex OM Tigrotto 55                    | 1972 - 1976        | 8060.02     | 122     | 8,8              |
| 100 E   | ex OM Tigrotto 65                    | 1973 - 1976        | 8060.02     | 122     | 10,0             |

### La serie Fiat PC 4x4
Serie PC - Veicoli 4x4 tutto terreno civili e militari - Fabbricati nella fabbrica Lancia Veicoli Speciali di Bolzano
| Modello                                                      | Anni di produzione | Tipo motore | Potenza | P.T.T. (in tonn) |
| ------------------------------------------------------------ | ------------------ | ----------- | ------- | ---------------- |
| 65 P (4x4)                                                   | 1977 - 1979        | 8040.02     | 82      | 6,5              |
| 75 P (4x4)                                                   | 1975 - 1979        | 8060.02     | 122     | 7,9              |
| 75 P (4x4) Motore + potente, nel 1979 versione Bus (Esperia) | 1980 - 1994        | 8060. 04    | 130     | 7,9              |
| 90 P (4x4)                                                   | 1975 - 1979        | 8060.02     | 122     | 9,2              |
| 90 P (4x4) Motore più potente                                | 1980 - 1994        | 8060. 04    | 130     | 9,2              |
| FNM 70 - Fiat 625 costruito in Brasile                       | 1973               | CO 3 /41    | 90      | 7,0              |

Nel 1976 il camion Fiat 75 PC 4x4 partecipa al primo giro del mondo in camion realizzato da Cesare Gerolimetto e Daniele Pellegrini, impresa riconosciuta nel libro del Guinness dei primati edizione 1982.

### La serie Daily
Il Daily nasce nel 1978, già in era Iveco. Inizialmente sono stati fabbricati a Brescia e commercializzati con marchio Fiat (fino al 1983), Iveco, Unic e Magirus.						
Il Daily è costruito in Italia, Spagna, Cina, Brasile, Argentina, Serbia e Russia.						
I motori sono dei Fiat-Sofim serie 8140 da 2,5 - 2,8 - 2,3 e 3,0 l di cilindrata, diesel, turbo diesel e Unijet. L'ultima serie è equipaggiata da motori Iveco F1CE da 3.0 l di cilindrata Euro 5.	
| Modello               | Tipo                                              | Anni di produzione | Tipo motore     | Potenza | P.T.T. (in tonn) |
| --------------------- | ------------------------------------------------- | ------------------ | --------------- | ------- | ---------------- |
| Fiat Daily            | Furgone, Autotelaio con cabina, Autotelaio        | 1975 - 1978        | 8140            | 72      | 3,5              |
| OM Grinta             | Furgone, Autotelaio con cabina, Autotelaio        | 1975 - 1978        | 8140.21         | 92      | 3,5              |
| Alfa Romeo 40-8       | Furgone, Autotelaio con cabina, Autotelaio        | 1975 - 1978        | 8140.24         | 75/103  | 3,5              |
| Iveco Daily (dopo 86) | Bus - maxi 4,2 t, versione 4x4 a partire dal 1987 | 1978 - 1992        | 8140.21         | 75/92   | 3,5              |
| Iveco TurboDaily      | PTT 5 tonn, versione 4x4 a partire dal 1987       | 1986 - 1992        | 8140            | 103/120 | 5,0              |
| Daily/Turbodaily      | 2ª serie                                          | 1992 - 1999        | 8140            | 110/136 | 3,5/4,9          |
| Iveco Daily           | 3ª serie                                          | 2001 - 2006        | 8140 / F1CE048H | 110/158 |                  |
| Iveco Daily           | 4ª serie                                          | 2007 -             | F1CE48H         | 130/176 | 3,5/6,0          |
| Zastava Daily         | Fiat Daily 1ª generazione                         |                    |                 |         |                  |
| Zastava TurboDaily    | Fiat Daily 2ª generazione                         |                    |                 |         |                  |

### La serie dei medi "Z" - Zeta
Successori dei Fiat-OM 50 / 100 (Tipo Fiat/OM/Magirus/Unic 50 - 100)						
Tutti i modelli 50/100 dal 1982 saranno rimarchiati Iveco
Nel 1977, modifiche tecniche e di carrozzeria, integrazione della Magirus Deutz.	
Nel 1979, modifiche estetiche e nuova calandra.
Nel 1982, modifiche della gamma 2ª serie.	
Nel 1985, modifiche della gamma 3ª serie TurboZeta.
Nel 1987, modifiche della gamma	4ª serie.					
| Modello            | Anni di produzione | Tipo motore       | Cilindrata | Potenza                           | Coppia                                | P.T.T. (in tonn) |
| ------------------ | ------------------ | ----------------- | ---------- | --------------------------------- | ------------------------------------- | ---------------- |
| Fiat - OM 50.8/10  | 1977 - 1985        | 8040.04 / 8340.04 | 3666/4570  | 85 CV a 3200 gm /100 CV a 2800gm  | 235,4 nm a 1400 gm/294,2 nm a 1600 gm | 5,3/5,4          |
| Fiat - OM 55.8     | 1977 - 1979        | 8040.04           | 3666       | 85 CV a 3200 gm                   | 235,4 nm a 1800 gm                    | 5,7              |
| Fiat - OM 60.8/10  | 1979 - 1985        | 8040.04 / 8340.04 | 3666/4570  | 85 CV a 3200 gm /100 CV a 2800 gm | 235,4 nm a 1800 gm/294,2 nm a 1600 gm | 5,99             |
| Fiat -OM 50.9-55.9 | 1976-              | 8340.04           | 4570       | 90 CV a 2400 gm                   | 284,5 nm a 1300 gm                    | 4,9 /5,6         |
| Fiat - OM 65.10    | 1977 - 1979        | 8340.04           | 4570       | 100 CV a 2800 gm                  | 294,2 nm a 1600 gm                    | 5,99             |
| Fiat - OM 65.10    | 1977 - 1987        | 8340.04           | 4570       | 100 CV a 2800 gm                  | 294,2 nm a 1600 gm                    | 6,6              |
| Fiat - OM 70.10    | 1977 - 1989        | 8340.04           | 4570       | 100 CV a 2800 gm                  | 294,2 nm a 1600 gm                    | 7,1              |
| Fiat - OM 75.10    | 1977 - 1979        | 8340.04           | 4570       | 100 CV a 2800 gm                  | 294,2 nm a 1600 gm                    | 7,49             |
| Fiat - OM 79.10    | 1979 - 1989        | 8340.04           | 4570       | 100 CV a 2800 gm                  | 294,2 nm a 1600 gm                    | 7,49             |
| Fiat - OM 79.13    | 1979 - 1989        | 8060.04           | 5499       | 130 CV a 3200 gm                  | 348 nm a 1800 gn                      | 7,49             |
| Fiat - OM 80.13    | 1977 - 1979        | 8060.04           | 5499       | 130 CV a 3200 gm                  | 348 nm a 1800 gm                      | 7,49             |
| Fiat - OM 90.13    | 1977 - 1989        | 8060.04           | 5499       | 130 CV a 3200 gm                  | 348 nm a 1800 gm                      | 8,99             |
| Fiat - OM 100.13   | 1977 - 1989        | 8060.04           | 5499       | 130 CV a 3200 gm                  | 348 nm a 1800 gm                      | 10,6             |

### I veicoli speciali
| Modello                                              | Anni di produzione | Tipo motore | Potenza | P.T.T. (in tonn) |
| ---------------------------------------------------- | ------------------ | ----------- | ------- | ---------------- |
| SPA 25C/10                                           | 1925 - 1934        | SPA C10     | 39      | 4,8              |
| SPA 25C/12                                           | 1925 - 1934        | SPA R4      | 50      | 5,0              |
| SPA 25C/Polonia                                      | 1925 - 1931        | SPA R4      | 50      | 5,0              |
| Fiat-SPA 36R                                         | 1933 - 1934        | Fiat        | 50      | 3,25             |
| SPA TL 37 4x4                                        | 1937 - 1947        | 18 TL       | 57      | 4,5              |
| FIAT TL 37 4x4 civile                                | 1947 - 1948        | 18 TL       | 57      | 4,5              |
| SPA TL 37 4x4                                        | 1937 - 1948        | 18 TL       | 60      | 4,1              |
| SPA T 40 4x4                                         | 1941 - 1948        | 366         | 108     | 8,2              |
| FIAT T 40 civile                                     | 1947 - 1948        | 366         | 108     | 8,2              |
| SPA 38 R                                             | 1936 - 1944        | Fiat 18 T   | 55      | 5,9              |
| SPA 38 RA                                            | 1936 - 1944        | 18 R        | 55      | 5,9              |
| SPA 39 R / 45                                        | 1945 - 1947        | 18 R        | 60      | 6,1              |
| FIAT 45 civile                                       | 1947 - 1948        | 18 R        | 60      | 6,1              |
| SPA CL 39 - brevetto OM                              | 1939 - 1945        | CLF         | 25      | 2,7              |
| SPA CL 39 Coloniale                                  | 1940 - 1945        | CLF         | 25      | 2,8              |
| SPA 727                                              | 1943 - 1945        |             |         |                  |
| SPA DOV 33 (6x4) "Dovunque" - 3 assi                 | 1936 -             |             | 45      |                  |
| SPA DOV 35 (6x4)                                     | 1936 - 1948        | 18 D        | 60      | 7,4              |
| SPA DOV 41 (6x4 & 6x6)                               | 1943 - 1945        | 366         | 115     | 15,3             |
| SPA A 10000 (6x4 & 6x2) 3 assi - derivato dal DOV 41 | 1945 - 1947        | 366         | 113     | 18,1             |
| FIAT A 10000 (6x4) civile - motore 4 valvole         | 1947 - 1948        | 366/45      | 108     | 18,0             |

### Veicoli militari, speciali e da cantiere dopo il 1950
| Modello                                                                         | Anni di produzione | Tipo motore   | Cilindrata | Potenza | P.T.T. (in tonn) |
| ------------------------------------------------------------------------------- | ------------------ | ------------- | ---------- | ------- | ---------------- |
| SPA DOV. 50 (6x4 & 6x6) costruzione Dovunque 41                                 | 1950 - 1951        | 368 Var.18    | 10170      | 110     | 13,8             |
| SPA DOV. 50 (6x4 & 6x6) telaio allungato                                        | 1950 - 1951        | 368 Var.18    | 10170      | 110     | 14,2             |
| Fiat TM 48 ex S.P.A. trattore d'artiglieria                                     | 1948 - 1953        | 368 Var 8     | 10170      | 110     | 8,2              |
| Fiat TP 50 trattore d'artiglieria                                               | 1953 - 1954        | 203.0 /18     | 10170      | 110     | 14,2             |
| Fiat TM 53 trattore d'artiglieria                                               | 1953 - 1954        |               |            |         |                  |
| Fiat 639 N CM 50 - 4x4 versione militare, camion NATO                           | 1950 - 1952        | idem Fiat 639 |            |         |                  |
| Fiat 639 N CM 52 - 4x4 norme NATO                                               | 1952 - 1955        | idem Fiat 639 |            |         |                  |
| Fiat 639 N2 CM 55 (Tipo 6600) 4x4 NATO                                          | 1955 - 1976        | idem Fiat 639 |            |         |                  |
| Fiat 639 N2 CM 56 (Tipo 6601) 6x6 NATO                                          | 1956 -             | idem Fiat 639 |            |         |                  |
| Fiat 645 N militare                                                             | 1959 - ??          | idem Fiat 645 |            |         |                  |
| Fiat 693 N1 Z (6x4) ver. militare del 693N da 56t                               | 1966 - 1970        | idem Fiat 693 |            |         |                  |
| Fiat 680 CP 48 (4x4) ver. militare del 680N                                     | 1949 - 1953        | idem Fiat 680 |            |         |                  |
| Fiat CP 62/70 (Tipo 6602) (4x4)                                                 | 1962 - 1975        |               |            |         | 5,0              |
| Fiat CP 62/70 (Tipo 6607) (6x6) militare                                        | 1962 - 1975        |               |            |         | 6,0              |
| Fiat 6605 TM69 - (6x6) militare                                                 |                    |               | 13798      | 260     |                  |
| Fiat Anfibio 6640A 4x4 - camion anfibio per protezione antincendio e usi civili | 1973 - 20**        |               | 5184       | 177     | 2,14             |

### La gamma di autocarri pesanti dal 1949 al 1975

#### SERIE 640 & 670
| Modello                  | Tipo                                             | Anni di produzione | Tipo motore   | Cilindrata | Potenza | P.T.T. (in tonn) |
| ------------------------ | ------------------------------------------------ | ------------------ | ------------- | ---------- | ------- | ---------------- |
| Fiat 640 N               |                                                  | 1949 - 1952        | 364           | 6032       | 72      | 8,5              |
| Fiat 642 N               |                                                  | 1952 - 1955        | 364 A         | 6650       | 92      | 9,28             |
| Fiat 642 T               | trattore e semirimorchio                         | 1953 - 1955        | 364 A         | 6650       | 92      | 21,3             |
| Fiat 642 N2              |                                                  | 1955 - 1958        | 364 A         | 6650       | 92      | 9,5              |
| Fiat 642 T2              | trattore e semirimorchio                         | 1956 - 1958        | 364 A         | 6650       | 92      | 21,5             |
| Fiat 642 N6              |                                                  | 1956 - 1960        | 364 A /58 V.2 | 6650       | 92      | 10,55            |
| Fiat 642 N6R             | con rimorchio                                    | 1958 - 1960        | 364 A /58     | 6650       | 100     | 10,6 / 22,5      |
| Fiat 642 T6              | trattore e semirimorchio                         | 1958 - 1960        | 364 A /58     | 6650       | 100     | 26,0             |
| Fiat 642 N65             |                                                  | 1960 - 1963        | 364 A./60     | 7298       | 120     | 11,15            |
| Fiat 642 N65R            | con rimorchio                                    | 1960 - 1963        | 364 A./60     | 7298       | 120     | 11,2 / 23,2      |
| Fiat 642 T65             | trattore e semirimorchio                         | 1960 - 1963        | 364 A./60     | 7298       | 120     | 28               |
| Fiat 643 N               | con rimorchio 28 t                               | 1963 - 1970        | 220           | 9161       | 160     | 12,85/16         |
| Fiat 643 N - Export      | 16t + rimorchio                                  | 1963 - 1970        | 220           | 9161       | 161     | 15,85/28         |
| Fiat 643 N1              | con rimorchio 32 t                               | 1963 - 1970        | 220           | 9161       | 160     | 16,0             |
| Fiat 643 N1 Export       |                                                  | 1963 - 1970        | 220           | 9161       | 160     | 16,4             |
| Fiat 643 T/T1            | trattore e semirimorchio                         | 1963 - 1970        | 220           | 9161       | 160     | 32,2             |
| Fiat 643 E export        |                                                  | 1964 - 1968        | 220           | 9161       | 160     | 15,5             |
| Fiat 643 ER 28 t         | con rimorchio                                    | 1964 - 1970        | 220           | 9161       | 160     | 15,5             |
| Fiat 643 EP 28 t         | con rimorchio                                    | 1964 - 1968        | 220           | 9161       | 160     | 17,0             |
| Fiat 643 EP              |                                                  | 1968 - 1970        | 220           | 9161       | 168     | 17,5             |
| Fiat 643 EP (6x2)        | trasformazione Fresia                            | 1968 - 1970        | 220           | 9161       | 160     | 22,5             |
| Fiat 643 EPT (6x2)       | trattore e semirimorchio - trasformazione Fresia | 1968 - 1970        | 220           | 9161       |         | 32,0             |
| Fiat 670 N               |                                                  | 1949 - 1952        | 364           | 6032       | 72      | 12,44            |
| Fiat 671 N               |                                                  | 1953 - 1955        | 364 A Var.44  | 6650       | 92      | 14,0             |
| Fiat 671 N2 nuova cabina |                                                  | 1955 - 1960        | 364 A Var.44  | 6650       | 92      | 14,0             |
| Fiat 671 N3              |                                                  | 1960 - 1963        | 364 A./60     | 7298       | 120     | 14,0             |
| Fiat 673 N/NR            | rimorchio                                        | 1970 - 1973        | CP 3          | 7412       | 145     | 14,3             |

#### SERIE 680
| Modello                                                                                  | Anni di produzione | Tipo motore | Cilindrata | Potenza | P.T.T. (in tonn) |
| ---------------------------------------------------------------------------------------- | ------------------ | ----------- | ---------- | ------- | ---------------- |
| Fiat 680 N                                                                               | 1949 - 1952        | 368         | 10170      | 123     | 14,0             |
| Fiat 680 CP 48 (4x4) militare                                                            | 1949 - 1953        | 368         | 10170      | 123     |                  |
| Fiat 682 N                                                                               | 1952 - 1953        | 368         | 10170      | 123/140 | 14,0             |
| Fiat 682 N - 3 Assi                                                                      | 1953 - 1955        | 203.0 /.1   |            |         |                  |
| Fiat 682 T trattore e semirimorchio                                                      | 1953 - 1955        | 203.0 /.1   | 10676      | 140     | 28,0             |
| Fiat 682 N/ 682 T turbo compressore                                                      | 1954 - 1960        | 203.0/45    | 10676      | 160     | 14,0             |
| Fiat Dina 682 N / 682 T turbo compressore - type 203.0/45 - Fiat-Dina / Mexico           | 1953 - 1959        | 203.0/45    | 10676      | 160     | 25,0             |
| Fiat 682 N2 - 32 t con rimorchio                                                         | 1955 - 1964        | 203.0 /.1   | 10676      | 150/152 | 14,0             |
| Fiat 682 N2 S motore turbodiesel sovralimentato                                          | 1959 - 1962        | 203 S       | 10676      | 180     | 14,0             |
| Fiat 682 N2 - Export - 32,35 & 40 tonn                                                   | 1959 - 1965        | 203.0 /.1   | 10676      | 152     | 17,5             |
| Fiat 682 T2 trattore e semirimorchio da 28 a 32 t                                        | 1955 - 1964        | 203.0 /.1   | 10676      | 150/152 | 32,0             |
| Fiat 682 T2 S motore turbodiesel sovralimentato                                          | 1959 - 1962        | 203 S       | 10676      | 180     | 32,0             |
| Fiat 682 T2 - Export trattore e semirimorchio - 35/38 tonn secondo la nazione            | 1959 - 1964        | 203.0 /.1   | 10676      | 152     | 40,0             |
| Fiat 682 N2 - 3 Assi (6x2) versione 3o asse posteriore sterzante - trasformazione Fresia | 1958 - 1964        | 203.0 /.1   | 10676      | 152     | 18,0             |
| Fiat 682 N3 versione export 17,5/35-38 t                                                 | 1962 - 1966        | 203 A./61   | 11548      | 179     | 14,0/17,5 - 38   |
| Fiat 682 T3 trattore e semirimorchio - Export 35/38 t secondo la nazione                 | 1962 - 1966        | 203 A./61   | 11548      | 179     | 32,0/38          |
| Fiat 682 N3 - Export 40 t                                                                | 1964 - 1970        | 203 A./61   | 11548      | 185     | 18,0             |
| Fiat 682 T3 - Export trattore 35/38 t secondo la nazione                                 | 1964 - 1970        | 203 A./61   | 11548      | 185     | 38,0             |
| Fiat 682 N4 /682 N3 Export "Re d'Africa" - montato in Nigeria fino al 1989               | 1967 - 1984        | 203 A./61   | 11548      | 177     | 17,0             |
| Fiat 682 T4 /682 T3 Export "Re d'Africa" trattore e semirimorchio                        | 1967 - 1984        | 203 A./61   | 11548      | 177     | 40,0             |
| Fiat 682 BT5 Versione fabbricata in Nigeria                                              | 1980 - 1990        | 8210.02     | 13798      | 230     | 40,0             |
| Fiat 683 T - trattore e semirimorchio                                                    | 1967 - 1970        | 221         | 12883      | 208     | 32,0             |
| Fiat 683 N telaio lungo                                                                  | 1967 - 1970        | 221         | 12883      | 208     | 14,0             |
| Fiat 684 N - 32 t con rimorchio - nuova cabina                                           | 1970 - 1980        | 8200.02 A   | 9819       | 200     | 15,5             |
| Fiat 684 NP (OM 160)                                                                     | 1974 - 1980        | 8200.02 A   | 9819       | 200     | 17,0             |
| Fiat 684 T/TL/TP trattore e semirimorchio                                                | 1970 - 1980        | 8200.02 A   | 9819       | 200     | 40,0             |

#### SERIE 619
| Modello                                                                  | Anni di produzione | Tipo motore | Cilindrata | Potenza | P.T.T. (in tonn) |
| ------------------------------------------------------------------------ | ------------------ | ----------- | ---------- | ------- | ---------------- |
| Fiat 619 N motrice + rimorchio Italia 32t                                | 1964 - 1970        | 221         | 12883      | 208     | 14,0 - 32        |
| Fiat 619 N - Export 35/40 t secondo la nazione (in Belgio dalla VanHool) | 1964 - 1967        | 221         | 12883      | 208     | 19,0             |
| Fiat 619 T - Export trattore e semirimorchio                             | 1964 - 1967        | 221         | 12883      | 208     | 38,0             |
| Fiat 619 N - Export autotreno da 40t                                     | 1967 - 1970        | 221         | 12883      | 230     | 19,0             |
| Fiat 619 N1 nuova cabina - autotreno 32,5/44 t secondo la nazione        | 1970 - 1980        | 8210.02     | 13798      | 260     | 14,0/19 - 44t    |
| Fiat 619 N1P cantiere                                                    | 1970 - 1980        | 8210.02     | 13798      | 260     | 15,0             |
| Fiat 619 T1/T1P trattore e semirimorchio - nuova cabina                  | 1970 - 1980        | 8210.02     | 13798      | 260     | 32,0/44          |

#### SERIE Camion 6x2: 690 - 691 - 180
| Modello                                                                                                | Anni di produzione | Tipo motore | Cilindrata | Potenza | P.T.T. (in tonn) |
| --- | ------------------ | ----------- | ---------- | ------- | ---------------- |
| Fiat 690 N (6x2) 2 assi sterzanti anteriori                                                            | 1960 - 1961        | 203         | 10676      | 152     | 18,0/22 (in 8x2) |
| Fiat 690 NS (6x2) motore con turbo compressore                                                         | 1960 - 1961        | 203 S       | 10676      | 180     | 18,0/22          |
| Fiat 690 T (6x2) trattore e semirimorchio                                                              | 1961 - 1961        | 203         | 10676      | 152     | 32,0/40          |
| Fiat 690 TS (6x2) motore con turbo compressore                                                         | 1961 - 1961        | 203 S       | 10676      | 180     | 32,0/40          |
| Fiat 690 N1 (6x2) trasformazione 8x2 da specialisti per combinazione 4+4 da 44t                        | 1961 - 1968        | 203 A. /61  | 11548      | 177     | 18,0/22 - 44t    |
| Fiat 690 N1 (6x2) Export Turbo                                                                         | 1964 - 1968        | 203 A       | 11548      | 180     | 18,0/22 - 40t    |
| Fiat 690 T1 (6x2) trattore e semirimorchio 32/40 t                                                     | 1961 - 1969        | 203 A./61   | 11548      | 177     | 32,0/40          |
| Fiat 690 T1 (6x2) Export                                                                               | 1964 - 1969        | 203 A.      | 11548      | 180     | 32,0/35          |
| Fiat 690 N2 (6x2) in Italia trasf. per combinazione motrice 4 assi 22t + rimorchio 22t (4+4) = 44 tonn | 1966 - 1968        | 203 A./61   | 11548      | 177     | 19,0/22          |
| Fiat 690 N2 - Export (6x2) 38 tonn                                                                     | 1966 - 1970        | 203 A./61   | 11548      | 194     | 18,5             |
| Fiat 690 N3 (6x2)                                                                                      | 1968 - 1970        | 221.3       | 12883      | 180     | 18,0/22          |
| Fiat 690 T2 (6x2) trattore e semirimorchio                                                             | 1970 - 1971        | 203 A./61   | 11548      | 177     | 38,0/40          |
| Fiat 690 N4 (6x2) per trasformazione in 8x2                                                            | 1970 - 1971        | 8200.02A    | 9819       | 200     | 18,0/22 - 44     |
| Fiat 691 N (6x2) 2 assi anteriori sterzanti, nuova cabina                                              | 1970 - 1974        | 8210.02.050 | 13798      | 225     | 18,0/22 - 44     |
| Fiat 691 T (6x2) trattore e semirimorchio nuova cabina                                                 | 1973 - 1974        | 8210.02R    | 13798      | 225     | 38,0/40          |
| Fiat 691 NP (6x2) per trasformazione in 8x2 da 22t + rimorchio 22t in Italia                           | 1973 - 1974        | 8210.02R    | 13798      | 225     | 18,0/22 - 44     |
| Fiat / OM 180 (6x2) trasformazione in 8x2 da specialisti                                               | 1974 - 1977        | 8210.02     | 13798      | 260     | 18,0/22 - 44     |
| Fiat / OM 180 F 26 (6x2) 2ª serie                                                                      | 1977 - 1981        | 8210.02     | 13798      | 260     | 18,0/22 - 44     |
| Fiat / OM 220 F 26 (6x2)/T trattore di semirimorchi                                                    | 1978 - 1981        | 8210.02     | 13798      | 260     | 40,0             |
| Fiat / OM 220 F33/F35 (6x2)/T trattore di semirimorchi - 44t = 8 CV/t codice italiano                  | 1978 - 1981        | 8280.01/.02 | 17174      | 330/352 | 44,0             |
| Fiat / OM 240 F26 (6x2) trattore di semirimorchi export                                                | 1978 - 1981        | 8210,02     | 13798      | 260     | 38/44,0          |
| Fiat / OM 240 F33/35 (6x2) trattore di semirimorchi - 44t = 8 CV/t codice italiano                     | 1978 - 1981        | 8280.01/.02 | 17174      | 330/352 | 44,0             |

#### SERIE Camion super pesanti 6x4: 693 - 697 - 300 - 330
| Modello                                                                        | Anni di produzione | Tipo motore | Cilindrata | Potenza | P.T.T. (in tonn) |
| ------------------------------------------------------------------------------ | ------------------ | ----------- | ---------- | ------- | ---------------- |
| Fiat 693 N (6x4) cantiere 30t                                                  | 1965 - 1966        | 221         | 12883      | 210     | 18,0/30          |
| Fiat 693 T (6x4) trattore e semirimorchio cantiere 56 tonn                     | 1965 - 1966        | 221         | 12883      | 210     | 32,0/56          |
| Fiat 693 N1 (6x4)                                                              | 1966 - 1970        | 221         | 12883      | 200     | 18,0/30          |
| Fiat 693 N1Z (6x4) trasporti eccezionali                                       | 1966 - 1970        | 221         | 12883      | 208     | 18,0/72          |
| Fiat 693 N1 Export (6x4) - 46t                                                 | 1966 - 1970        | 221         | 12883      | 230     | 26,0/46          |
| Fiat 693 T1 (6x4) trattore e semirimorchio cantiere 56 t                       | 1966 - 1970        | 221         | 12883      | 208     | 32,0/56          |
| Fiat 693 T1 Export (6x4) trattore e semirimorchio                              | 1966 - 1970        | 221         | 12883      | 230     | 38,0             |
| Fiat 697 N (6x4) nuova cabina                                                  | 1970 - 1976        | 8210.02     | 13798      | 260     | 26,5/33          |
| Fiat 697 NE (6x4) Export                                                       | 1973 - 1976        | 8210.02     | 13798      | 260     | 26,5/44          |
| Fiat 697 T (6x4) trattore                                                      | 1970 - 1976        | 8210.02     | 13798      | 260     | 41,5/56          |
| Fiat 697 NP/NG (6x4) per utilizzo cantiere benna molto pesante Romanazzi       | 1970 - 1980        | 8210.02     | 13798      | 260     | 27,5/33          |
| Fiat 697 N1 (4x2 & 6x4) versione costruita in Argentina - autotreno 40/45 tonn | 1972 - 1978        | 221 A       | 13798      | 260     | 19,5/45          |
| Fiat 697 T1 (4x2) trattore e semirimorchio                                     | 1972 - 1978        | 221 A       | 13798      | 260     | 38,0/56          |
| Unic 697 N/NP (6x4) idem Fiat 697 N/NP                                         | 1970 - 1980        | 8210.02     | 13798      | 285 SAE |                  |
| Unic 260 (6x4) camion cantiere - motore Fiat 330 CV dopo il 1976               | 1971 - 1976        | V 85 S      | 14886      | 307     | 26,0             |
| Unic 260 (6x4) motore meno potente per la Francia                              | 1970 - 1975        | V 82 S      | 14886      | 240     | 26,0             |
| Unic 260 (6x4) camion cantiere                                                 | 1976 - 1978        | 8280        | 17174      | 330     | 26,0             |
| Iveco 260 PAC.26 (6x4) cabina Magirus                                          | 1977 - 1983        | 8210.02     | 13798      | 260     | 26,0             |
| Fiat/Unic 260 PAC.26 (6x6) cabina Magirus                                      | 1977 - 1983        | 8210.02     | 13798      | 260     | 26,0             |
| Fiat/OM 300 PC26/PT (6x4) autotreno 56t in Italia                              | 1974 - 1982        | 8210        | 13798      | 260     | 33,0/56,0        |
| Fiat/OM 300 (6x4) camion da cantiere,                                          | 1976 - 1978        | 8280        | 17174      | 330     | 33,0             |
| Fiat/OM 300 PC/300 F26, F35 (6x4) camion cantiere (PA 6x6)                     | 1978 - 1981        | 8280.02     | 17174      | 352     | 33,0/56          |
| Fiat/OM 300 PT33 /PT35 trattore e semirimorchio cantiere                       | 1980 - 1981        | 8210 & 8280 |            | 330/352 | 56,0             |
| Iveco 330.26 (6x4) in 8x4 trasformazione Girelli 40t per il mercato italiano   | 1981 - 1985        | 8210        | 13798      | 260     | 33,0/40,0 - 56,0 |
| Iveco 330.33/.35 (6x4) in 8x4 trasformazione Girelli 40t                       | 1981 - 1985        | 8280.01/.02 | 17174      | 330/352 | 33,0/40,0 - 56,0 |
| Iveco 330.32 (6x4) per il Nord Europa                                          | 1981 - 1985        | Deutz air   |            | 320     | 32,0             |
| Iveco 360 Magirus / Fiat 360M19FL/FS                                           | 1979 - 1982        | Deutz air   |            | 320     | 36,0             |

FNM 130 (Brasile) 13 t con la cabina precedente della gamma media - 1974 - motore OM CP3 - 7412 cm³ 145  CV	13,0t

## I camion Fiat V.I. fabbricati all'estero
- In Francia la Unic-Fiat ha assemblato la gamma media e fabbricato i motori Fiat per il gruppo oltre ad aver distribuito tutta la gamma dei modelli fino al 1978.
- Fino al 1989 in Nigeria, fabbricazione del Fiat tipo 682 "baffo".
- Fabbricazione in Argentina dal 1969, produzione veicoli Fiat, 619 - 697 - 673[1] - 150[2] - 190-29[3] - 190-33[4] - poi tutta la gamma Iveco.
- Fabbricazione in Brasile fino al 1990 dei camion FNM-Fiat, poi dal 2000 inizio produzione modelli unificati Iveco.

## Archivio
L’archivio dell’azienda è conservato presso il Centro storico Fiat  nel fondo  Fiat - OM (estremi cronologici: 1849 - 1983).